# Desimia elegans
Espèce
Synonymes
- Desimia arabica Raffray, 1887
- Ctenistes elegans (Motschulsky, 1851)

Desimia elegans est une espèce de coléoptères de la famille des Staphylinidae, de la super-tribu des Pselaphitae et de la tribu des Ctenistini. Elle est trouvée en Égypte.